# SN 2001fd
SN 2001fd – supernowa typu II odkryta 1 listopada 2001 roku w galaktyce UGC 11957. W momencie odkrycia miała maksymalną jasność 18,40m.